# Aphis achyranthi
Aphis achyranthi är en insektsart. Aphis achyranthi ingår i släktet Aphis och familjen långrörsbladlöss. Inga underarter finns listade i Catalogue of Life.